# Paul Pettitt
Paul Barry Pettitt ist ein britischer Archäologe mit dem Schwerpunkt Mittel- und Jungpaläolithikum Europas.

## Leben und Werk
Pettitt studierte Alte Geschichte und Archäologie an der Universität Birmingham, wo er 1991 sein Studium mit dem Bachelor of Arts abschloss. Als Postgraduierter arbeitete er am Institut für Archäologie des University College London, wo er 1992 den Master of Arts absolvierte. An der Universität Cambridge wurde er 1999 mit der PhD Tool reduction models, primary flaking, and lithic assemblage variability in the Middle Palaeolithic of southwest France promoviert. Entgegen dem Titel interessierte ihn dabei besonders das in den Werkzeugen ablesbare Verhalten der Neandertaler.
Pettitt begann seine Laufbahn als Archäologe im Jahr 1995, als er seine Arbeit am Research Laboratory for Archaeology and the History of Art der Universität Oxford aufnahm, wo er es bis zum Senior Archaeologist brachte. Daneben arbeitete er als Research Fellow für Archäologie und Anthropologie am Keble College in Oxford arbeitete. Nachdem er die Universität Oxford 2001 verlassen hatte, wechselte er 2003 an den Lehrstuhl für paläolithische Archäologie an der University of Sheffield, wo er wieder als Lecturer arbeitete, ab 2007 als Senior Lecturer, schließlich ab 2010 als Reader. 2013 wurde er an die Durham University berufen.
2003 war er einer der Entdecker der frühesten Höhlenkunst in Großbritannien (Creswell Crags). 2008, 2009 und 2011 war er einer der leitenden Ausgräber in Kents Cavern. Am 19. Juni 2008 wurde Pettitt Fellow der Society of Antiquaries of London. Seit 2016 sitzt er im Editorial Board des World Archaeology Journal, wie er bereits seit 2008 Mitherausgeber des Journal of World Prehistory ist.
Pettitt sieht seine Schwerpunkte auf Ursprung und Natur paläolithischer Kunst, aber auch der Begräbnisaktivitäten, der Chronometrie und des Verhaltens von Neandertalern und Homo sapiens. Darüber hinaus befasst er sich mit dem Spätpaläolithikum Großbritanniens sowie dem Verschwinden des Neandertalers.

## Werke (Auswahl)
- mit Gordon C. Hillman, Robert Hedges, Andrew Moore, Sue Colledge: New evidence for Late Glacial cereal cultivation at Abu Hureyra on the Euphrates, in: The Holocene 11,4 (2001) 383–393.
- mit William Davies, Clive S. Gamble, Martin Richards: Palaeolithic Radiocarbon Chronology: Quantifying our confidence beyond two half-lives, in: Journal of Archaeological Science 30/12 (2003) 1685–1693; doi:10.1016/S0305-4403(03)00070-0.
- mit Vincenzo Formicola, Martin P. Richards, Roberto Maggi: The Gravettian burial known as ‘The Prince’ (‘Il Principe’): new evidence for his age and diet, in: Antiquity 77 (2003) 15–19 (online, PDF).
- mit João Zilhão: On the New Dates for Gorham's Cave and the Late Survival of Iberian Neanderthals, in: Before Farming 3 (2006) 1–9 (Volltext (PDF)).
- mit Paul Bahn, Sergio Ripoll (Hrsg.): Palaeolithic cave art at Creswell Crags in European context, Oxford University Press, Oxford 2007, ISBN 978-0-19-929917-1.
- The Neanderthals, in: Barry Cunliffe, Chris Gosden, Rosemary A. Joyce (Hrsg.): The Oxford Handbook of Archaeology, Oxford University Press, S. 332–370.
- mit Paul Bahn: Britain's Oldest Art. The Ice Age Cave Art of Creswell Crags, Swindon 2009.
- The Palaeolithic origins of human burial, Routledge, London/New York 2010, ISBN 0-415-35489-7.
- mit Mark White: The British Palaeolithic. Human Societies at the Edge of the Pleistocene World, Routledge, London/New York 2012, ISBN 0-415-67455-7.
- mit Mark White: Ancient digs and modern myths. The context and age of the Kent’s Cavern 4 maxilla and the spread of Homo sapiens in Europe, in: European Journal of Archaeology 15 (20102) 1–30.
- Landscapes of the Dead: from face-to-face to place in human mortuary evolution, in: Fiona Coward, Robert Hosfield, Matt Pope, Francis Wenban-Smith (Hrsg.): Settlement, Society and Cognition in Human Evolution, Cambridge University Press, S. 258–274.